# Alvise (évêque d'Arras)
Alvise, né (selon les sources) en 1060, 1070 ou 1075 dans les Flandres, et mort à Philippes (Macédoine) le 6 septembre 1148, est un ecclésiastique français. Il fut le troisième évêque d'Arras.

## Biographie
Alvise est le fils d'Einard et d'Hostina.
Selon les chroniqueurs médiévaux, il a été novice et chanoine de l'abbaye de Saint-Bertin à Saint-Omer sous les abbatiats de Jean I d'Ypres (1091-1095) et de Lambert (1095-1127). Il devient prieur de l'abbaye Saint-Vaast d'Arras et est nommé abbé de l'abbaye Saint-Sauveur d'Anchin.
Il assiste au sacre du roi Philippe Ier à Reims
Nommé évêque d'Arras en 1131, il parvient à rétablir le calme dans la cité d'Arras en réconciliant les ennemis qu'étaient Ansel Municipe, Guido de Rippily et Hugues, comte de Saint-Pol, alors que le meurtre et le brigandage répandaient le deuil et l'horreur dans la ville.
Il a participé à la deuxième croisade avec Louis VII de France.
Selon certaines sources, il tombe malade à Philippopolis de Thrace et meurt le 6 septembre 1148.